# Entraînement au sport électronique
L'entraînement au sport électronique (ou coaching en jeu vidéo) est pratiqué par les joueurs professionnels ou semi-professionnels de la scène e-sport dans le but de progresser. Il peut être aussi pratiqué par des amateurs souhaitant améliorer leurs résultats dans les jeux en ligne,.
Il peut s'agir d'un entraînement autodidacte ou faisant appel à un entraîneur chargé d'identifier les axes d'amélioration du joueur. Des écoles proposent également de former au sport électronique.